# Steve Bracey
Stephen Henry « Steve » Bracey, né le 1er août 1950 à Brooklyn, New York et mort le 14 février 2006 est un ancien joueur américain de basket-ball. Il évolue durant sa carrière au poste de meneur.

## Palmarès
- Champion NBA 1975